# Steinberg (Sassonia)
Steinberg è un comune di 2.943 abitanti della Sassonia, in Germania.
Appartiene al circondario (Landkreis) di Vogtland (targa V).